# Шукша (приток Байгола)
Шукша — река в России, протекает по Турочакскому району Республики Алтай. Устье реки находится в 42 км по левому берегу реки Байгол. Длина реки — 12 км.

## Данные водного реестра
По данным государственного водного реестра России относится к Верхнеобскому бассейновому округу, водохозяйственный участок реки — Бия, речной подбассейн реки — Бия и Катунь. Речной бассейн реки — (Верхняя) Обь до впадения Иртыша.
Код объекта в государственном водном реестре — 13010100212115100000717.